# Julija Wojtowa
Julija Wasyliwna Wojtowa (ukr. Юлія Василівна Войтова; ur. 30 lipca 1978) – ukraińska zapaśniczka startująca w stylu wolnym. Zajęła czwarte miejsce na mistrzostwach świata w 1997 i 1998. Zdobyła dwa medale na mistrzostwach Europy w latach 1996 - 1999. Trzecia w Pucharze Świata w 2002. Mistrzyni Europy juniorów w 1998 roku.